# ضروان (روستا)
 ضروان  به عربی ( ضَروان )، روستایی است در دهستان بنو الَمَکرَم از توابع استان استان صَنعاء در کشور یمن در شبه جزیره عربستان.

## جمعیت
جمعیت آن (۱۲۰) نفر (۱۱ خانوار) می‌باشد.